# Rwerere
Rwerere ist einer von 17 Sektoren innerhalb des Distrikts Burera in der Nordprovinz von Ruanda.

## Geographie
Der Sektor hat eine Fläche von 48,3 km² und liegt auf einer Höhe von etwa 2320 m. Er setzt sich aus den vier Zellen Gacundura, Gashoro, Ruconsho und Rugari zusammen. Auf der Ostseite liegt Rwerere in den Rugezi-Sümpfen, die seit 12. Januar 2005 als Ramsar-Gebiet ausgewiesen sind. Durch diese läuft der Rugezi nach Nordwesten bis in den Burera-See. Der Fluss bildet die Grenze zwischen Rwerere und den östlich gelegenen Nachbarsektoren Kivuye und Gatebe. Weitere Nachbarsektoren sind Ruhunde im Süden, Nemba im Südwesten, Rusarabuye im Westen und Cyeru im Nordwesten.

## Bevölkerung
Nach Stand der Volkszählung von 2022 liegt die Einwohnerzahl bei 21.611. Zehn Jahre zuvor waren es 18.310, was einem jährlichen Bevölkerungszuwachs von 1,7 Prozent zwischen 2012 und 2022 entspricht.

## Verkehr
Durch den Sektor verläuft eine District Road, die Stand 2022 jedoch nicht asphaltiert ist. Den Nordwesten des Sektors durchquert die Nationalstraße 20.